# Camiran
Camiran é uma comuna francesa na região administrativa da Nova Aquitânia, no departamento da Gironda. Estende-se por uma área de 5,79 km². Em 2010 a comuna tinha 418 habitantes (densidade: 72,2 hab./km²).